# Черкаська дитяча залізниця
Черкаська дитяча залізниця була відкрита в травні 1972 року в місті Черкаси. Її довжина становила 0,17 км.
Автором проекту був конструктор авторемонтного заводу Олександр Соколенко. Колію за кілька суботників безоплатно уклали професійні залізничники з бригади Антона Пилипенка з “6-ї дистанції колії”. Депо і перон побудували працівники машинобудівного заводу тресту “Черкасхімбуд”. Паровоз був зроблений за зразком зі старої фотографії та їздив за кільцевим маршрутом. Ним керував Серафим Кузьмич Демчук.
На туристичній схемі Черкас, надрукованій 1988 (стан місцевості на 1982), дитяча залізниця не позначена.
На початку 1990-х залізницю розібрали.